# Jataí
Jataí este un oraș în Goiás (GO), Brazilia.